# 弗朗西斯科·塔雷加
弗朗西斯科·德·阿西斯·塔雷加-埃克塞亚（西班牙語：Francisco de Asís Tárrega y Eixea；1852年11月21日—1909年12月15日），西班牙重要的吉他演奏家、作曲家，被誉为“近代吉他音乐之父”，古典音乐浪漫主义时期伟大的吉他音乐复兴者。他创作了《泪》、《晨之歌》、《阿狄利达》、《阿拉伯风格随想曲》、《阿尔汗布拉宫的回忆》等曲。其作品数量逾300部，撰写了几乎80首原创古典吉他作品，另有許多抄本来自肖邦及贝多芬，其中众多作品一直被许多吉他爱好者青睐并不断练习。

## 生平
弗朗西斯科·塔雷加于1852年11月21日在西班牙的比利亚雷亚尔出生。8岁時，他不慎跌入灌溉用河渠，眼睛受細菌感染，造成永久損害。同年塔雷加师于Eugeni Ruiz，还与一位盲人古典吉他手Manuel Gonzalez学习古典吉他。
1862年，古典吉他演奏家Julián Arcas在卡斯特利翁旅行途中听说了塔雷加非凡的音乐天赋，并建议塔雷加的父亲允许他前往巴塞罗那学习。虽然父亲同意了，但由於當時钢琴在欧洲知名度更胜一筹，还是坚持塔雷加必須学习钢琴。12岁時，塔雷加已经精通钢琴，吉他两种乐器。空闲时，塔雷加会与其他古典吉他演奏家共同演奏以赚取金钱。1865年起，塔雷加带着一把吉他只身前往瓦伦西亚过着流浪自由的生活，后因国家动荡而参军。
1874年，塔雷加得到富商Antonio Canesa的资助，得以进入西班牙马德里皇家音乐学院进行深造。塔雷加时常会和在塞维利亚的Antonio Torres购买吉他，Torres亲手制作出的优越樂器激励和促进了塔雷加的吉他演奏及创作能力。Emillo Arrieta聆听塔雷加的吉他演奏后，劝说塔雷加放弃钢琴生涯，鼓励塔雷加持续在世界各地演奏吉他。1876年起，24岁的塔雷加开始教导吉他，并且正规的向世界各地演奏吉他，获得大量的欢呼。同年他也撰写了他人生中的第一个作品。1877年在马德里的阿尔汗布拉剧场举行了一场吉他独奏音乐会，获得了巨大的成功。一年以后，又在巴塞罗那举行了第一次吉他演奏会。
1880年，古典吉他演奏家Luis De Doria忽然生病不能上台，随后他请求塔雷加前来诺尔伟尔临时演奏。演奏结束后，塔雷加遇见他未来的老婆María José Ruíz。过了不久，塔雷加前往里昂，巴黎，伦敦进行演出。同年，古典吉他名曲《泪》（Lágrima）诞生了。隔年，塔雷加和Maria在诺伟尔达结婚。为了扩张他的谱子数量，塔雷加這時也开始抄写贝多芬，肖邦的钢琴谱子。1885年，塔雷加一家遷往马德里。后来他们未成年的女儿不幸逝世，最后一家人定居于巴塞罗那。1886年，完成在瓦倫西亞演出后，遇见一位富裕的寡妇Conxa Martinez，她决定赞助塔雷加并允许塔雷加一家使用自己在巴塞隆纳的房子。塔雷加的重大古典吉他作品都在这里撰写，這時的塔雷加致力于创作，但因此也限制了演出的机会。1888年，完成其代表作《阿拉伯风格随想曲》。1896年，再完成名曲《阿尔罕布拉宫的回忆》。
1902年，塔雷加为了产生柔和、优美的吉他音色而剪掉指甲。这也成为他独特的演奏风格。塔雷加经常前往有经济能力的舞台表演，同年完成名作《大圆舞曲》（Gran Vals）。1906年，他因右肢瘫痪而被迫停止演奏，雖然他认为他最终会回到演奏舞台，但直到病逝前他的右肢都没有完全恢复。
1909年，曾前往诺韦尔达、阿尔科伊、库列拉、瓦倫西亞等地巡迴演奏。12月2日他在皮卡尼亚完成遗作《祈祷》（Endecha Oremus）。翌日抱病返回巴塞隆纳。12月15日他因中风病逝。

## 作品節選
- Adelita
- Capricho Arabe
- Danza mora
- Endecha and Oremus
- Gran Vals
- Gran Jota
- Isable Vals
- Lagrima
- La alborado
- Maria
- Memories of Alhambra (Tarrega)
- Rosita
- Pavana
- Sueño (Tremolo)
- Sueño (Mazurka)

## 贡献與評價
- 塔雷加把吉他放置姿势的重心移到了左脚，成为了今天吉他演奏的标准姿势。
- 塔雷加开发了许多吉他的特殊演奏技巧，如左手独奏、大鼓奏法、小鼓奏法、以及顫音的演奏等。
- 塔雷加是第一位将其他乐器的作品改编为吉他演奏的音乐家。
- 《大圓舞曲》是廣為世人所知的《諾基亞之歌》的根源。
- 大霍塔舞曲是西班牙阿拉贡著名的民间舞蹈，这首谱采用了全部的古典吉他技巧。

## 外部連結
- 弗朗西斯科·塔雷加的免费乐谱，由国际乐谱典藏计划提供